# Saga 27
Die Saga 27 ist ein weit verbreiteter Bootstyp des norwegischen Herstellers Saga Boats mit einer Länge von 27 Fuß.

## Grundsätzlicher Aufbau
Die Saga 27 ist ein Spitzgatter aus glasfaserverstärktem Kunststoff. Der Rumpf ist ein Einzellaminat mit vier Querschotten. Die weiteren Komponenten sind mit Kernen aus wasserfestem Sperrholz für die Festigkeit oder Polyvinylchlorid zur Isolierung hergestellt. In den Rumpf eingelassen sind zwei Kraftstofftanks (jeweils 170 l), ein Wassertank (150 l) und ein Fäkalientank (70 l).
Der dieselmechanische Antrieb besteht aus einem Dieselmotor, der über das Getriebe und die Welle auf einen festen Propeller wirkt. Der Hersteller empfiehlt eine Leistung bis zu 60 PS. Als reiner Verdränger liegt die Rumpfgeschwindigkeit bei 6,5 kn (12 km/h).
Der Innenausbau gliedert sich in eine Vorderkajüte mit Toilettenkabine, eine eingedeckte Plicht mit Steuerstand und Pantry sowie eine Achterkajüte (Saga 27 AK).

## Modellgeschichte
Die Saga 27 wurde erstmals 1970 auf einer Bootsmesse in Stockholm vorgestellt. Sie wurde ein großer Erfolg und trug wesentlich zum Wachstum des Herstellers bei. Das Boot wurde damals in Varianten angeboten: Mit Achterkajüte (Saga 27 AK) und ohne Achterkajüte mit vergrößerter Plicht. Beide Modelle waren auch als Motorsegler im Programm. Das 1000. Boot wurde 1977 in die Niederlande ausgeliefert.

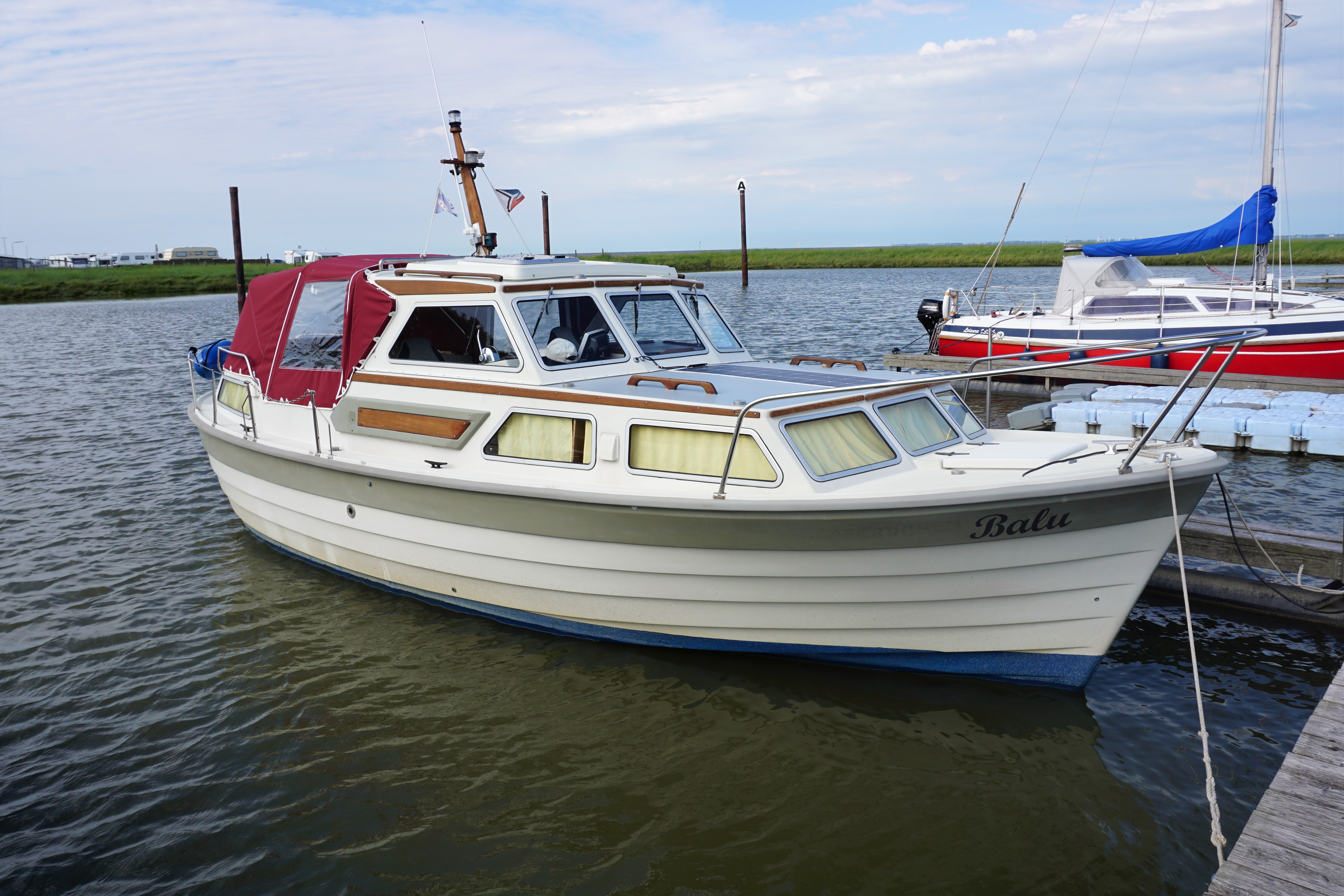
Das ursprüngliche Modell

1992 erfolgte ein Upgrade des Modells. Neben dem Verzicht auf die Segeloption und der größeren Plicht unterscheiden sich die neuen Modelle durch einen einfarbigen Rumpf und fehlende Holzbauteile an Oberdeck.
Nach ungefähr 5000 gebauten Booten wurde die letzte Saga 27 im April 2004 ausgeliefert.
Die Leser des norwegischen Zeitschrift Båtliv wählten die Saga 27 im Jahr 2005 zum „Tidenes Motorbåt“ (deutsch „Motorboot der Gegenwart“).